# Кулак легенды
«Кулак легенды», иногда «Легендарный кулак» (иер. трад. 精武英雄, кант.-рус.: Чин Моу ин хун, буквально: «Герой Цзинъу», англ. Fist of Legend) — гонконгский боевик с Джетом Ли в главной роли. Ремейк классического фильма с Брюсом Ли Кулак ярости (1972). На сайте Rotten Tomatoes фильм имеет рейтинг в 100 % на основании 10 рецензий.

## Сюжет
Чэнь Чжэнь находится на занятии в Киотском университете, когда группа японских каратистов из клана Чёрного Дракона врываются в класс и начинают придираться к Чжэню, потому что он китаец. Мицуко Ямада, влюблённая в Чжэня одногруппница, вместе с преподавателем Чжэня заступается за него. Каратисты начинают нападать на Чжэня, но он с лёгкостью их побеждает, используя различные техники. Сенсей японских задир, Фумио Фунакоси, также являющийся дядей Мицуко, прибывает, чтобы уладить ситуацию и извиниться перед китайским учеником. Фумио впечатлён мастерством Чжэня и беседует с ним, и Чжэнь узнаёт о смерти своего учителя, Хо Юаньцзя, после поражения в поединке с японским бойцом. Услышав эту новость, Чэнь Чжэнь немедленно отправляется в Шанхай.
Чжэнь приходит школу Цзинъу и видит, что сын Хо Юаньцзя, Фок Тхинъянь, стал мастером школы. На следующий день Чжэнь идёт в японскую школу дзюдо, чтобы бросить вызов Рюити Акутагаве, японскому бойцу, который якобы победил Хо Юаньцзя. Ученики Акутагавы пытаются силой выставить Чжэня из школы, но тот с лёгкостью с ними справляется. Акутагава прибывает на место и принимает вызов китайца. Чжэнь побеждает противника, после чего делает вывод, что тот не способен был победить Юаньцзя, а значит кто-то намеренно убил его учителя. Чжэнь получает тело учителя после эксгумации для вскрытия против воли Тхинъяня и учеников Цзинъу. Специалист обнаруживает, что Юаньцзя был отравлен и ослабел перед поединком с японцем. В течение следующих нескольких дней слух о победе Чжэня над Акутагавой распространился по округе, и Чжэнь стал знаменитостью в Шанхае. Ученики Цзинъу воспринимают Чжэня как нового учителя, что вызывает недовольство Тхинъяня. Он ищет утешение в борделе, где вовлекается в романтические отношения с проституткой Хиу Хун.
Между тем Акутагава ругается с генералом Фудзитой, узнав о том, что исход поединка с Юаньцзя был обдуман заранее, что он считает нечестным. После споров Фудзита убивает Акутагаву на глазах у японского посла, возлагая вину на Чэнь Чжэня. Ученики Акутагавы нападают на Цзинъу, что приводит к драке, которую потом прекращает полиция. Чжэня арестовывают и предъявляют обвинение в убийстве Акутагавы. Несколько «свидетелей» дают ложные и противоречивые сведения об убийстве, но суд отказывается принимать показания любых китайских свидетелей на основании «предвзятости» по отношению к подсудимому. В зал заседания приходит Мицуко и заявляет, что Чжэнь невиновен, поскольку тот провёл с ней ночь тогда, и суд принимает её ложные показания, так как она японка. Чжэня оправдывают, но его связь с японкой портит его репутацию — китайцы видят в этом предательство. Фок Тхинъянь и старшие ученики Цзинъу требуют от Чжэня, чтобы тот либо оставил Мицуко, либо покинул школу, и Тхинъянь использует возможность решить личную вендетту, вызывая Чжэня на бой. В итоге Чжэнь побеждает, но покидает школу с Мицуко. Тхинъянь унижен своим поражением и отказывается быть учителем школы перед тем, как уйти к любовнице. В конце концов ученики школы узнают о его отношениях с проституткой и делают ему выговор. Тхинъянь усваивает этот урок и возвращается в Цзинъу.
Местные жители ненавидят Чжэня и его возлюбленую, поэтому они вынуждены укрываться в заброшенной хижине недалеко от могилы учителя Чжэня. В то же время Фумио приезжает из Японии по просьбе Фудзиты, чтобы избавиться от Чжэня. Фумио вовлекает Чжэня в поединок с завязанными глазами, который заканчивается победой японца, но он называет исход ничьей, признавая, что если Чжэнь научится адаптироваться к своему противнику, он станет неудержимым. Фумио уходит, прежде чем говорит Чжэню о намерениях и способностях Фудзиты. Спустя несколько дней Тхинъянь извиняется перед Чжэнем за своё поведение и что Цзинъу примет отношения Чжэня с японкой. Той ночью Тхинъянь учит Чжэня стилю Кулак Мицзун, в то время как Мицуко тайно уходит, оставляя письмо для Чжэня, что она будет ждать его в Японии.
На следующий день Тхинъянь и Чжэнь дерутся с Фудзитой в его школе, где генерал разоблачает китайского предателя из Цзинъу, который причастен к смерти Хо Юаньцзя, и убивает его. Тхинъянь противостоит генералу и получает тяжёлые травмы. В бой вступает Чжэнь и наконец побеждает японского соперника. Когда китайцы собираются уходить, Фудзита нападает на них с катаной, и Чжэнь вынужден убить Фудзиту. Вооружённые японские солдаты окружают их и готовятся стрелять. Приходит японский посол и приказывает солдатам остановиться. Посол соглашается с действиями Чжэня, но предупреждает, что японские власти использую смерть Фудзиты в качестве предлога для войны с Китаем, если китайцы не смогут ответить за смерть Фудзиты казнью убийцы. Чжэнь выражает готовность взять на себя вину за смерть генерала для предотвращения войны, вызвав восхищение посла. Вместо того, чтобы казнить Чжэня, посол организовывает фальшивую казнь и заменяет тело Чжэня на мёртвого предателя из Цзинъу, а Чжэнь тайно покидает Шанхай.

## В ролях
- Джет Ли — Чэнь Чжэнь
- Чинь Сиухоу[кит.] — Фок Тхинъянь
- Ада Чхой[кит.] — Хиу Хун
- Синобу Накаяма[яп.] — Мицуко Ямада
- Ясуаки Курата[яп.] — Фумио Фунакоси
- Билли Чау[кит.] — генерал Фудзита
- Пол Чхёнь[кит.] — Нун Кинсюнь
- Юнь Чхёнъянь[кит.] — капитан Кай Юньфуй
- Джексон Лау[кит.] — Рюити Акутагава